# Sean Flynn
Sean Rio Amir (Los Angeles, EUA, 14 de juliol de 1989) és un actor estatunidenc conegut com a Sean Flynn, net de l'actor Errol Flynn i l'actriu Lili Damita.
Destaca pel seu paper de Chase Matthews a la sèrie Zoey 101, emesa a Nickelodeon.
Li agrada el skateboarding, la natació, practica surf, tennis i piano. Sean és també un bon guitarrista i ha carregat alguns vídeos de cançons d'ell mateix a YouTube.

## Filmografia
- Sliders (1996)
- Simon Birch (1998)
- According to Spencer (2001)
- Zoey 101 (2005)